# 班特里 (北达科他州)
班特里（英語：Bantry），是美国北达科他州下属的一座城市。根据2010年美国人口普查，该市有人口14人。